# Ubica-panden

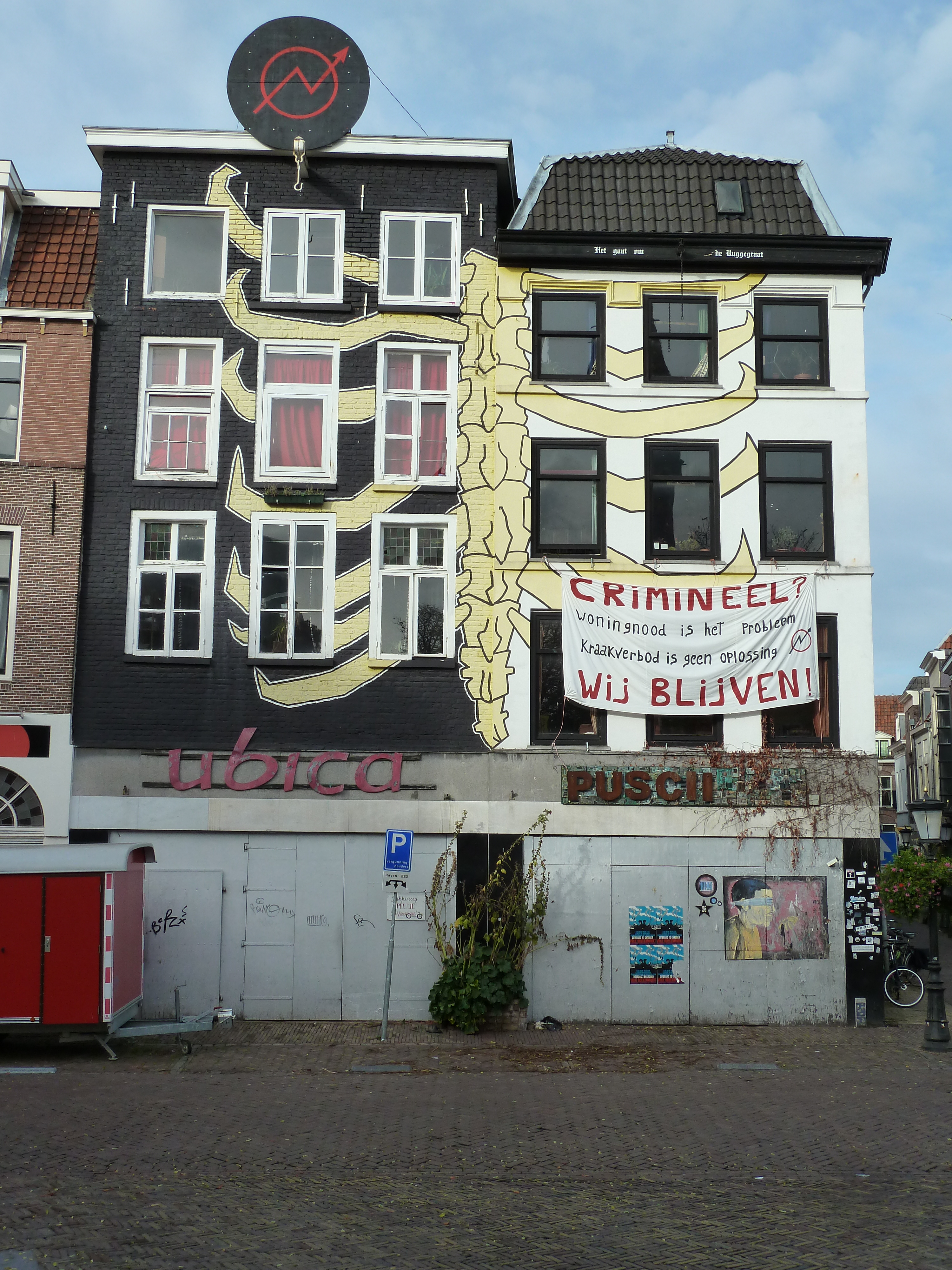
Ganzenmarkt 24 en 26 als kraakpand (2010)

De Ubica-panden zijn twee naast elkaar gelegen panden aan de Ganzenmarkt in de binnenstad van de Nederlandse stad Utrecht. Het pand met huisnummer 24 is een rijksmonument, nummer 26 een gemeentelijk monument. De panden zijn 21 jaar gekraakt geweest.

## Geschiedenis
De oudste vermelding van het pand met huisnummer 24 dateert van 1319. Dit stadskasteel (weerbaar stenen huis) wordt gedateerd op circa 1302. Het heette destijds Huize Compostel en was toen gelegen aan een restant rivierloop ter plaatse. Op de derde verdieping is nog de aanzet van de weergang met de helft van de borstwering aanwezig.
In 1865 werd Ganzenmarkt 26 gebouwd op de fundamenten van een huis uit de 14de eeuw. In 1917 werd Ganzenmarkt 24 verbouwd, waarbij de kap en eikenhouten plafondbalken verwijderd werden. De delen van die balken die beschilderd waren met rijmpjes en afbeeldingen, zijn overgebracht naar het Centraal Museum. In 1931 werden de panden overgenomen door matrassenhandel Ubica.

## Branden
In 1931, 1933 en 1937 was er brand bij de matrassenhandel. In 1989 woedde er in de panden een grote uitslaande brand. Na deze calamiteit moest de constructieve stabiliteit hersteld worden, evenals de verdiepingsvloeren. Dak en gevels werden wind en waterdicht gemaakt. De aannemer werd echter niet betaald door de eigenaar en liet daarom beslag leggen op de panden. 

## Kraak
In 1992 werden de leegstaande panden gekraakt. De krakers knapten de panden met beperkte middelen op en maakten deze weer geschikt voor bewoning door 10 tot 15 krakers. Er werden in de loop der tijd verschillende activiteiten georganiseerd: concerten, een veganistisch restaurant, een vrije internetwerkplaats (PUSCII), een infoshop, kunstexposities en een bakfietsuitleen.
In 2002 werden de voorgevels door de krakers geschilderd in respectievelijk zwart en wit, met in het midden een gele ruggengraat. Op aandringen van een VVD-gemeenteraadslid besloot de welstandscommissie dat de schildering, die zich recht tegenover het stadhuis bevond, in strijd was met de "redelijke eisen van welstand". De gemeente eiste de verwijdering van de schildering maar eiste dit niet van de bewoners, die de schildering hebben aangebracht, maar van de eigenaar op straffe van een boete van 15.000 euro. De eigenaar, Wim Vloet, die bekendstaat als huisjesmelker, weigerde iedere samenwerking met de gemeente of de bewoners.

## Verkoop en ontruiming
Begin 2012 werd het pand verkocht aan projectontwikkelaar Klaassen, die er een hotel met 23 kamers en een grand café in wilde vestigen.
Na uitspraak van het gerechtshof in Arnhem dat de Ubicapanden was duidelijk dat het pand ontruimd mocht worden. De krakers waren het daar niet mee eens en zochten op 24 mei 2013 de confrontatie met de politie. In een verklaring op Indymedia lieten de bewoners weten niet te willen meewerken aan ontruiming voor leegstand; Zij geloofden niet dat Vloet het pand zou overdragen aan Klaassen. Hierover hadden de twee een geschil dat ten tijde van de ontruiming nog onder de rechter was. De krakers bekladden het tegenovergelegen stadhuis en gooiden een ruit in. Ook staken zij autobanden in brand. Hierop greep de Mobiele Eenheid in.
Bij de ontruiming ontstond er buiten een grimmige sfeer, nadat de politie werd bekogeld met vuurpijlen en verf. Binnen werd alleen passief verzet geboden door krakers die zich in het pand vastgeketend hadden.
Hierdoor was de politie tot 15:30u de volgende dag bezig met de ontruiming. Er werden tien krakers gearresteerd, waarvan er 9 zijn veroordeeld tot celstraffen en betalen van schadevergoeding.
Na de ontruiming zijn de panden onbewoonbaar verklaard en zijn de onderste verdiepingen dichtgetimmerd, in afwachting van de uitkomst van de rechtszaak tussen Vloet en Klaassen.

## Nieuwe bestemming
In juli 2013 heeft Vloet het koopcontract met Klaassen getekend en kon met de renovatie van het pand worden begonnen. Tijdens de verbouwing werd een vroeg veertiende-eeuwse tegelvloer ontdekt.
Na de verbouwing opende in 2014 horeca in beide panden. Op de benedenverdieping bevindt zich een café-restaurant, op de bovenverdiepingen een hotel. Het café had in eerste instantie de naam Hoppe Utrecht, maar moest de naam veranderen na protest van Café Hoppe in Amsterdam. Na een prijsvraag werd gekozen voor de naam Ubica.